# Infestazione in casa Smurl
L'infestazione in casa Smurl si riferisce a quanto accaduto a Jack e Janet Smurl di West Pittston, Pennsylvania che asserirono che un demone avrebbe abitato la loro dimora tra il 1974 e 1989. La loro storia è stata riportata nel 1986 nel libro The Haunted, dal quale ne sono stati tratti due film, La casa delle anime perdute (1991) e The Conjuring - Il rito finale (2025).

## Storia
Nel 1972, l'uragano Agnes colpì gran parte della Pennsylvania nord-orientale. La famiglia Smurl si ritrovò così costretta a lasciare la loro abitazione di Wilkes-Barre. Nel 1973 i genitori di Jack, John e Mary Smurl, acquistarono una casa in West Pittston per 18.000 dollari. Poiché la dimora era una casa duplex, John e Mary vivevano nell'appartamento di destra mentre Jack, Janet e le loro due primogenite, Down e Heather in quello a sinistra. Gli Smurl rimisero in sesto la casa fatiscente e per i primi 18 mesi la loro vita trascorse piacevole nella nuova abitazione. Ma ben presto alcuni fenomeni sconosciuti iniziarono a turbare la loro vita.
Nel gennaio del 1974 una strana macchia comparve sulla moquette, il televisore esplose, dai tubi iniziò a fuoriuscire acqua e sul lavandino, sulla vasca e sul parquet furono rinvenuti profondi graffi.
Nel 1975, la figlia maggiore, Down, vide ripetutamente della "gente" vicino alla sua camera da letto.
Entro il 1977, gli Smurl si resero conto che la loro casa era infestata: lo sciacquone del water si tirava da solo, si sentivano continuamente passi sulle scale, i cassetti si aprivano e si chiudevano, la radio suonava anche se spenta e con la spina staccata e le sedie scricchiolavano e oscillavano come se qualcuno vi fosse seduto. Con il passare del tempo, la famiglia Smurl cominciò a sentire un orrendo odore di acido per tutta la casa. A volte Jack avvertì la presenza di una mano invisibile che lo accarezzava.
Di lì a poco nacquero le gemelle Shannon e Carin.
Nel 1985 la situazione precipitò dando inizio ad esperienze definite dalla famiglia a dire poco spaventose: la temperatura in casa era sempre bassissima, una volta John e Mary sentirono delle voci oscene provenire dall'appartamento di Jack e Janet nonostante essi non fossero in casa, nel mese di febbraio mentre Janet si trovava nello scantinato sentì qualcuno chiamarla per nome nonostante non vi fosse nessuno in casa. Sempre nel febbraio 1985, mentre si trovava in cucina, a Janet apparve un'ombra umana che attraversò la cucina e scomparve nel muro che dava nell'appartamento dei genitori di Jack comparendo così a Mary dal lato opposto della casa.
Da quel momento, l'attività spiritica aumentò sia di frequenza che di intensità: il ventilatore cadde dal soffitto addosso a Shannon e per poco non la uccise; Jack e Janet iniziarono a levitare; una notte Janet venne spinta fuori dal letto senza che Jack potesse fare nulla perché paralizzato a letto; sulle pareti furono rinvenuti graffi terribili; una notte Shannon venne spinta fuori dal letto e fatta cadere giù per le scale. Neppure i vicini sono stati risparmiati; molti di loro hanno sentito le grida ed i rumori strani che provenivano dalla casa anche quando gli Smurl erano assenti.
Nel mese di gennaio del 1986, Janet sentì parlare di Ed e Lorraine Warren, ricercatori e demonologi di Monroe, Connecticut e decise di contattarli. I Warrens arrivarono accompagnati da Rosemary Frueh, un'infermiera con poteri psichici. Dopo mesi di indagini ai coniugi Warren fu chiaro che la casa fosse infestata da un demone.
I Warrens tentarono di scacciare le oscure presenze dalla casa usando preghiere ed acqua santa e sembrarono avercela fatta. Poco tempo dopo Jack venne violentato da un demone sotto le sembianze di una donna anziana con un corpo giovane dalla pelle scagliosa. Anche Janet venne violentata sessualmente.  Gli Smurl chiesero allora aiuto alla diocesi cattolica di Scranton, senza però ottenere da essa alcun aiuto concreto. I Warrens intervennero presentando agli Smurl padre Robert McKenna, un prete tradizionalista che aveva rifiutato di attenersi ai riforme seguite al Concilio Vaticano II e che aveva fatto più di 50 esorcismi per i Warrens. L'esorcismo compiuto dal prete non risultò però efficace, e lo stesso esito lo ebbe un secondo esorcismo compiuto tempo dopo.
Secondo quanto riferito dalla famiglia, il demone li avrebbe persino accompagnati nei viaggi di campeggio al fiume Poconos e infastidito Jack sul lavoro. Dopo i ripetuti rifiuti dalla chiesa di aiutarli, gli Smurl si fecero intervistare da Richard Bey in una trasmissione locale per chiedere aiuto. Di lì a breve, sempre a detta degli Smurl, Jack avrebbe visto per casa una creatura enorme assomigliante a un maiale e Janet sarebbe stata nuovamente aggredita dal demone.
Nell'agosto 1986, gli Smurl rilasciarono un'intervista a un giornale. Quasi immediatamente, la loro casa si trasformò in un'attrazione turistica per la stampa pressante, per i curiosi e gli scettici. Secondo alcuni, compresi alcuni vicini di casa, gli Smurl avevano inventato tutta la storia nella speranza di guadagnarci qualcosa.
La medium Mary Alice Rinkman esaminò la casa e confermò le tesi dei Warrens circa l'infestazione da parte di quattro spiriti. Identificò uno come una donna anziana di nome Abigail e un altro come un uomo di colore di nome Patrick che aveva assassinato sua moglie e il suo amante e a causa di ciò fu impiccato dalla folla inferocita. A suo dire non poté però identificare il terzo, ma riuscì a capire che il quarto era un potente demone.
Sempre nel 1986, un prete della locale diocesi trascorse due notti nella casa degli Smurl e affermò che non era successo nulla di inusuale durante la sua presenza nella dimora.
Padre McKenna, anche a causa della pressante richiesta della stampa, compì un terzo esorcismo nella casa e questa volta il rituale sembrò funzionare, dal momento che non vi furono più disturbi per quasi tre mesi. Poco dopo il Natale del 1986 Jack vide nuovamente la forma nera, i colpi ripetuti ripresero ad essere uditi ed ebbero luogo nuove aggressioni ai membri della famiglia. Stanchi e privati ormai di ogni speranza, nel 1987, gli Smurl si trasferirono a Wilkes-Barre.
Dopo la partenza della famiglia Smurl, nel 1988, Debra Owens si trasferì nella loro ex casa. In seguito disse ai reporter di non aver mai incontrato nulla di paranormale mentre viveva in quella casa. Sempre nel 1988 la chiesa compì un quarto esorcismo, il quale finalmente sembrò dare pace alla famiglia Smurl.

## Opere derivate
Nel 1986 venne pubblicato il libro The Haunted, narrante la storia della famiglia Smurl e gli avvenimenti paranormali da essi vissuti. Il libro è stato scritto da Robert Curran, Jack e Janet Smurl e dai coniugi Warren.
Nel 1991 dal libro venne tratto un film televisivo intitolato La casa delle anime perdute con Jeffrey DeMunn nel ruolo di Jack Smurl e Sally Kirkland in quello di Janet.